# آخرین بوسه (فیلم ۱۹۳۱)
آخرین بوسه (به انگلیسی: The Last Kiss) یک فیلم صامت هندی-بریتانیایی محصول ۱۹۳۱ به کارگردانی آمبوج گوپتا است. این فیلم توسط خانواده داکا نواب تولید شده‌است و اولین فیلم بنگلادشی است. فیلمبرداری در داکا، کار پس از تولید در کلکته انجام شد. این فیلم یک فیلم گمشده در نظر گرفته می‌شود.
دو بازیگر زن، لولیتا و چاروبالا دیوی، از فاحشه خانه‌های داکا آورده شدند. این فیلم به شرکت فیلم آرورا کلکته فروخته شد.
در همان سال، تنها چاپ آخرین بوسه توسط شرکت فیلم آرورا کلکته برای توزیع فیلم خریداری شد. چاپ و نگاتیو فیلم گم شده در نظر گرفته می‌شود. بازیگران و عوامل فیلم پس از اتمام فیلم از هم جدا شدند. دو بازیگر زن، لولیتا و چاروبالا دیوی، به فاحشه خانه‌های خود بازگشتند و کارگردان آمبوج گوپتا به کلکته مهاجرت کرد.

## داستان
داستان کامل فیلم مشخص نیست و منابع در مورد آن متفاوت است. خزا شاهد گفت که این درگیری بین دو عضو خانواده بوده‌است. خزا ظاهر گفت که نقشه شامل ربوده شدن همسر قهرمان و متعاقباً یافتن او در اتاق خواب شخص شرور بود که منجر به درگیری شد که در آن قهرمان و همسرش هر دو می‌میرند.